# St. Petrus und Jakobus maior (Nendingen)

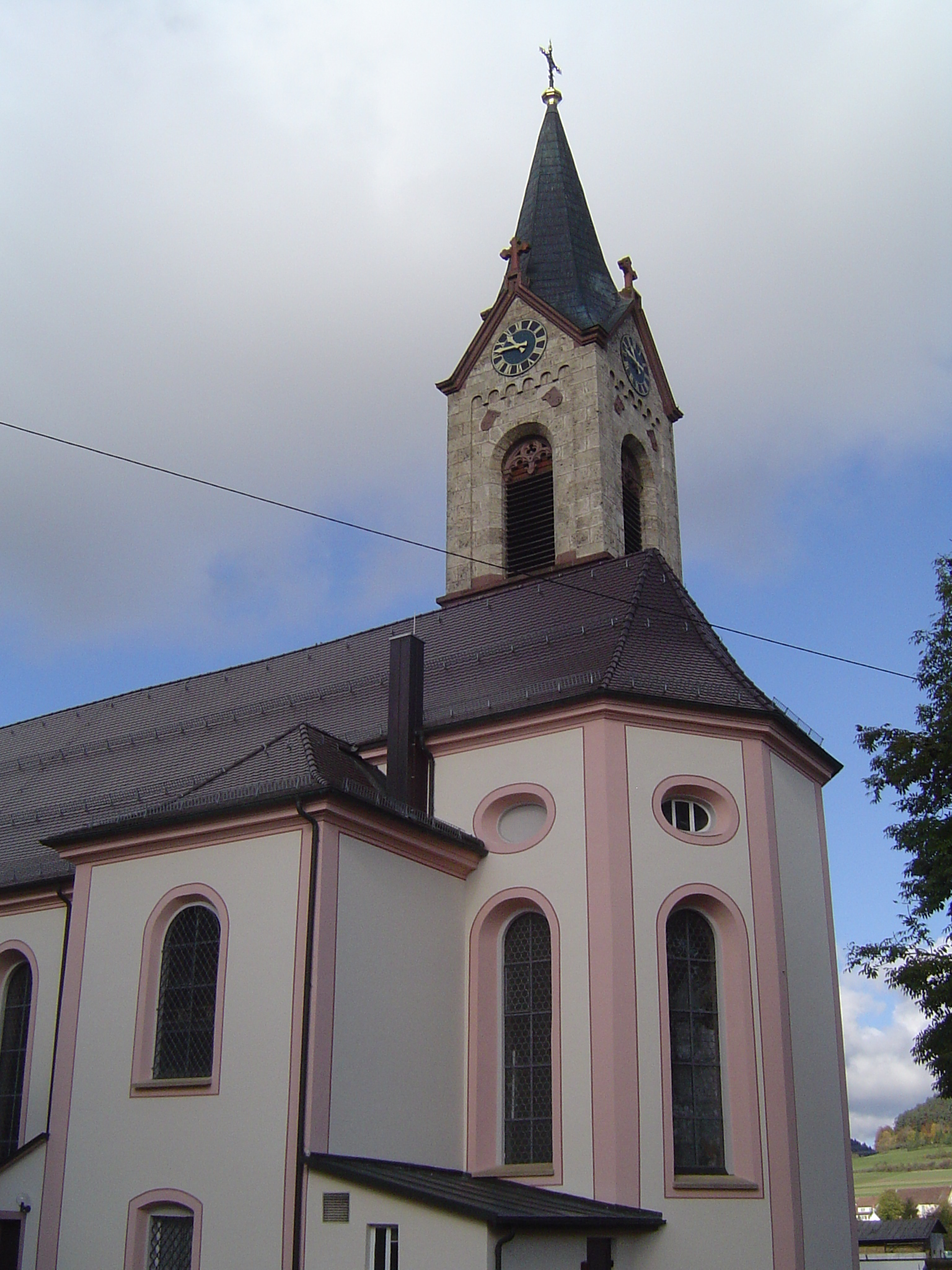
St. Petrus und Jakobus maior (2009)

Die Kirche St. Petrus und Jakobus maior ist die katholische Pfarrkirche von Nendingen, einem Stadtteil von Tuttlingen im Landkreis Tuttlingen in Baden-Württemberg. Sie gehört zum Bistum Rottenburg-Stuttgart.

## Geschichte

St. Petrus und Jakobus maior (1861)

Die jetzige Kirche wurde in den Jahren 1754/1755 erbaut, wobei der untere Teil des Turms der früheren Kirche erhalten blieb. Die Kirchenpatrone St. Petrus und Jakobus maior sind urkundlich erstmals im Jahr 1736 erwähnt und wurden von der Vorgängerkirche übernommen. Erneuerungen am Inneren und Äußeren des Kirchengebäudes fanden in den Jahren 1881, 1902/1903 bei der Donauverlegung, 1933/1934, 1972–1975, 1994/1995 und 2001 statt.

## Stil
Die ansehnliche Kirche mit dem schlanken, das Ortsbild prägenden Turm (1863 auf 42,5 Meter Höhe aufgestockt) zeigt barocken Baustil mit Anklängen an das Rokoko. Das Glockenhaus und der Turmaufsatz sind der Gotik und der Romanik zuzuordnen.

## Innenraum

Innenansicht (1904)

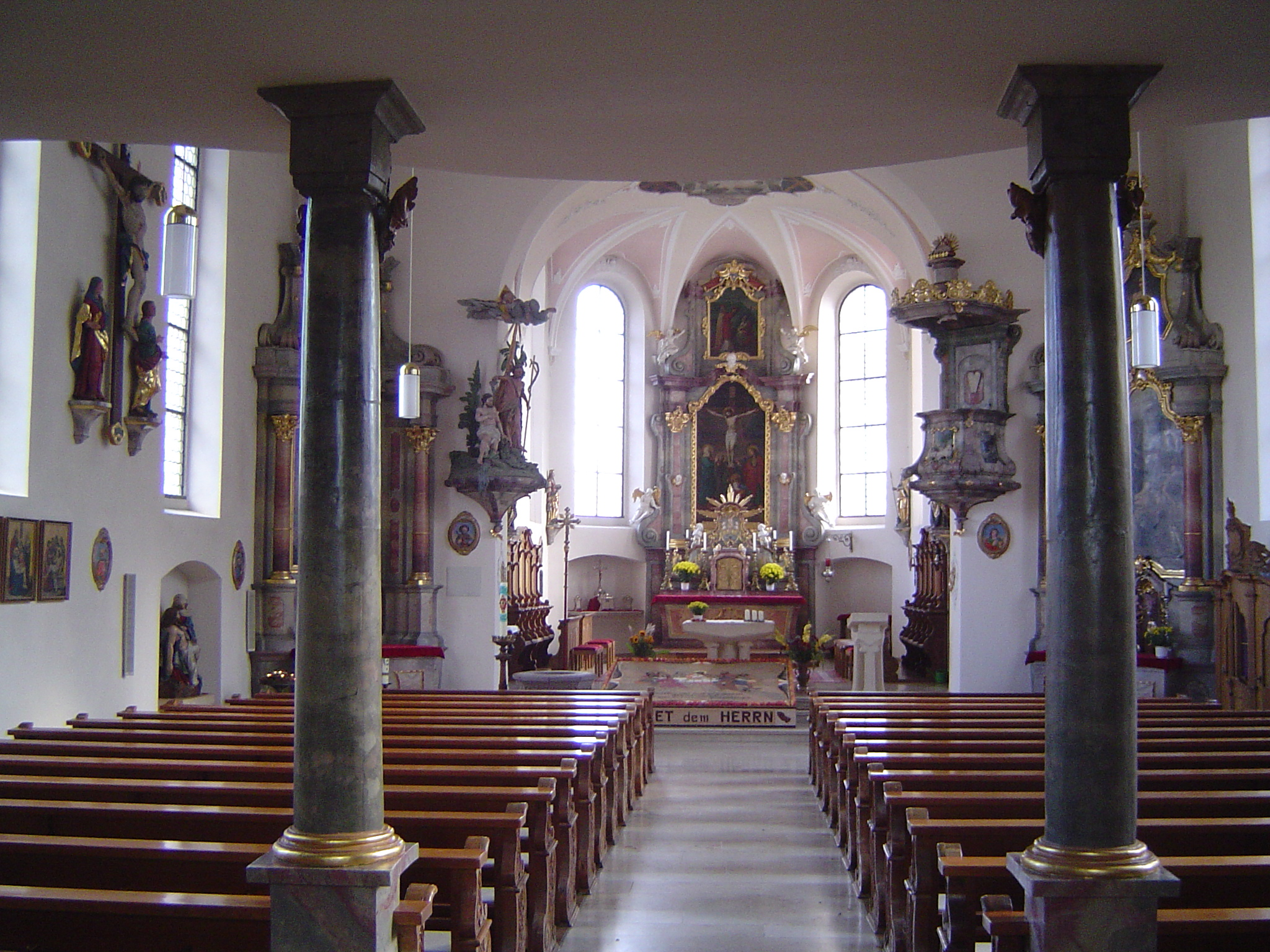
Innenansicht mit Erntedankteppich im Altarraum (2009)

Im Innern findet sich eine reiche Ausstattung in verschiedenen Stilrichtungen. Jüngste Ausstattungsstücke sind der von Wendelin Matt (Trossingen) im Jahr 1994 geschaffene Zelebrationsaltar mit Ambo. Der Maler Joseph Ignaz Schilling (1702–1773), wahrscheinlich aus Villingen, malte die Blätter der Seitenaltäre bereits 1751. Die Skulpturen stammen vom Barock-Bildhauer Franz Korb aus Mühlheim. Beachtenswert ist vor allem das Ensemble der Taufe Jesu im Jordan, das Vortragekreuz und der in der Osterzeit zu sehende Auferstehungs-Christus. Von schlichter Schönheit sind die beiden Barockfiguren Maria und Josef auf den Seitenaltären. Das Deckengemälde „Die Einführung der Bruderschaft vom Allerheiligsten Altarsakrament durch den Bischof von Konstanz“ malte 1933/1934 August Braun aus Wangen im Allgäu. Das Deckenbild im Chor „Huldigung der katholischen Jugend vor Christus“ fertigte zu gleicher Zeit sein Neffe.
Der um 1880 neu gefasste Hochaltar (Das Originalbild „Abendmahl Jesu“ von Ignaz Schilling hängt im Gemeindesaal) zeigt eine Kreuzigungsgruppe und darüber das Bild „Das Opfer des Melchisedech“ mit der Darbringung von Brot und Wein. Die beiden Figuren im Chor, die hl. Verena und die hl. Margaretha, sind der Spätgotik zuzuordnen. Das Altarblatt des Marienaltars hat die Aufnahme Mariens in den Himmel zum Thema, darüber Joseph mit der Lilie. Wie bei der Darstellung der gekrönten Maria mit dem Kind handelt es sich hier um Werke aus der Barockzeit. Am rechten Seitenaltar ist das Martyrium der hl. Agatha dargestellt, ebenfalls dem Barock entstammend.
Die Pietà in der vorderen linken Wandnische der Kirche ist ein Werk des aus Nendingen stammenden Bildhauers Berchtold und wurde am Ende des 19. Jahrhunderts geschaffen. Die beiden Figuren an der Schiffswand, nochmals eine hl. Verena und eine Anna selbdritt, sind barock, ebenso die imposante Kreuzigungsgruppe an der gegenüberliegenden Schiffswand. Vermutlich stammen diese Figuren von der abgebrochenen Wallfahrtskirche Maria Hilf auf dem Welschenberg bei Mühlheim. Gute Volkskunst zeigen die Gipsreliefs der zwölf Apostel, die an den Wänden verteilt sind (1756). Die Medaillons am Chorbogen, die hl. Elisabeth und den hl. Konrad darstellend, fertigte in den 1930er Jahren der Bildhauer Alfred Tönnes aus Sigmaringen.

## Orgel
Die Orgel aus dem Jahr 1952 stammt aus der Orgelbauwerkstatt Späth in Ennetach, wurde jedoch 2009 abgebaut. Im Juli 2011 wurde eine neue Orgel der Firma Jäger & Brommer aus Waldkirch eingeweiht. Das Geld für die neue Orgel wurde auch durch den dafür errichteten Orgelbauverein Nendingen e. V. gesammelt, unter anderem durch Orgelpatenschaften. Für die Feierlichkeiten hat dazu zum ersten Mal in der tausendjährigen Geschichte mit Walter Kasper ein Kardinal in Nendingen zelebriert.
| I Grand Orgue C–g3 |                  |     |
| 1.                 | Bourdon          | 16′ |
| 2.                 | Montre           | 8′  |
| 3.                 | Bourdon          | 8′  |
| 4.                 | Flûte harmonique | 8′  |
| 5.                 | Prestant         | 4′  |
| 6.                 | Flûte douce      | 4′  |
| 7.                 | Doublette        | 2′  |
| 8.                 | Fourniture IV    | 2′  |
| 9.                 | Trompette        | 8′  |

| II Schwellwerk C–g3 |                  |        |
| 10.                 | Bourdon          | 8′     |
| 11.                 | Viole de gambe   | 8′     |
| 12.                 | Voix céleste     | 8′     |
| 13.                 | Flûte            | 4′     |
| 14.                 | Quinte           | 2 ⁄3′  |
| 15.                 | Tierce           | 1 3⁄5′ |
| 16.                 | Plein jeu III-IV | 2′     |
| 17.                 | Octavin          | 2′     |
| 18.                 | Basson           | 16′    |
| 19.                 | Hautbois         | 8′     |

| Pedal C–f1 |                      |     |
| 20.        | Soubasse             | 16′ |
|            | Bourdon (= Nr. 8)    | 16′ |
| 21.        | Montre               | 8′  |
|            | Bourdon (= Nr. 10)   | 8′  |
| 22.        | Octave               | 4′  |
| 23.        | Bombarde             | 16′ |
|            | Trompette (= Nr. 16) | 8′  |

- Koppeln: II/I, I/P, II/P

## Geläut
Im Turm hängen vier Glocken. Die tiefste ist die Christusglocke (c' 1945 kg), die zweite die Wetterglocke (e' 1000 kg), die dritte die Marienglocke (g' 689 kg), die vierte die Petrus- und Jakobusglocke (a' 463 kg). Die wertvollste von den vier Glocken ist die aus dem Jahre 1712 stammende Wetterglocke. Sie hat alle Stürme der Zeit überstanden und wurde bei der Glockengießerei Rosenlaecher in Konstanz gegossen. Die übrigen drei Glocken wurden 1955 von Friedrich Wilhelm Schilling in Heidelberg gegossen.

## Pfarrer
| Jahr     | Pfarrer                 |
| -------- | ----------------------- |
| 1239     | Liutfried Plebanus      |
| bis 1362 | Heinrich Linder         |
| ab 1362  | Friedrich von Wartenerb |
| 1414     | Gottlieb Stöder         |
| bis 1467 | Hainrich Krancz         |
| 1467     | Walther de Mälstetten   |

| Jahr      | Pfarrer                  |
| --------- | ------------------------ |
| 1654–1658 | Lukas Binder             |
| 1659–1661 | Andreas Brea             |
| 1661–1664 | Johannes Cesar           |
| 1664–1688 | Johannes Haizmann        |
| 1688–1691 | Johann Georg Huber       |
| 1691–1706 | Andreas Dizinger         |
| 1861–1862 | Franz Anton von Scharpff |

| Jahr      | Pfarrer                         |
| --------- | ------------------------------- |
| 1958–1970 | Alwin Weber                     |
| 1971–1978 | Franz Ladenburger               |
| 1979–1981 | Pater Anton Lipp                |
| 1981–1983 | Jan Houben                      |
| 1984–1997 | Hubert Schydlo                  |
| ab 1997   | Matthias Koschar, Richard Grotz |